# Jamal Crawford
Aaron Jamal Crawford (Seattle, Washington, 20. ožujka 1980.) američki je profesionalni košarkaš. Igra na poziciji razigravača ili bek šutera. Trenutačno je član NBA momčadi Los Angeles Clippersa. Izabran je u 1. krugu (8. ukupno) NBA drafta od strane Cleveland Cavaliersa. 

## Srednja škola i sveučilište
Crawford je pohađao srednju školu Rainier Beach High School. Nakon srednje škole odlučio je pohađati sveučilište u Michiganu. Tijekom jednog nastupa na NCAA natjecanju, Crawford je prekršio pravila natjecanja te je zbog suspenzije morao propustiti šest utakmica.

## NBA karijera
Izabran je kao 8. izbor NBA drafta 2000. od strane Cleveland Cavaliersa, ali je odmah mijenjan u Chicago Bullse za Chrisa Mihma. Nakon četiri sezone s Bullsima, Crawford je mijenjan u New York Knickse zajedno s Jeromeom Willliamsom u zamjenu za Dikembe Mutomboa, Franka Williamsa, Othellu Harringtona i Cezarya Trybańskia. U Knicksima se pridružio Stephonu Marburyu, a 26. siječnja 2007. Crawford je postigao učinak karijere od 52 poena. Tijekom svojeg boravka s Knicksima, Crawford je prosječno postizao 19.6 poena. 21. studenog 2008. Crawford je mijenjan u Golden State Warriorse u zamjenu za Ala Harringtona. 20. prosinca 2008. Crawford je u utakmici s Charlotte Bobcatsima postigao 50 poena te je time postao treći igrač u NBA povijesti koji je postigao 50 poena s tri različite momčadi. 25. lipnja 2009. Crawford je mijenjan u Atlanta Hawkse u zamjenu za Speedy Claxtona i Aciea Lawa.

## NBA statistika

### Regularni dio
| Godina    | Klub         | Odig. uta. | Uta. poč. | Min. | 2P%  | 3P%  | Sl. bac.% | Skok. | Asist. | Ukr. lop. | Blok. | Poena |
| --------- | ------------ | ---------- | --------- | ---- | ---- | ---- | --------- | ----- | ------ | --------- | ----- | ----- |
| 2000./01. | Chicago      | 61         | 8         | 17.2 | .352 | .350 | .794      | 1.5   | 2.3    | .7        | .2    | 4.6   |
| 2001./02. | Chicago      | 23         | 6         | 20.9 | .476 | .448 | .769      | 1.5   | 2.4    | .8        | .2    | 9.3   |
| 2002./03. | Chicago      | 80         | 31        | 24.9 | .413 | .355 | .806      | 2.3   | 4.2    | 1.0       | .3    | 10.7  |
| 2003./04. | Chicago      | 80         | 73        | 35.1 | .386 | .317 | .833      | 3.5   | 5.1    | 1.4       | .4    | 17.3  |
| 2004./05. | New York     | 70         | 67        | 38.4 | .398 | .361 | .843      | 2.9   | 4.3    | 1.3       | .3    | 17.7  |
| 2005./06. | New York     | 79         | 27        | 32.3 | .416 | .345 | .826      | 3.1   | 3.8    | 1.1       | .2    | 14.3  |
| 2006./07. | New York     | 59         | 36        | 37.3 | .400 | .320 | .838      | 3.2   | 4.4    | 1.0       | .1    | 17.6  |
| 2007./08. | New York     | 80         | 80        | 39.9 | .410 | .356 | .864      | 2.6   | 5.0    | 1.0       | .2    | 20.6  |
| 2008./09. | New York     | 11         | 11        | 35.6 | .432 | .455 | .761      | 1.5   | 4.4    | .8        | .0    | 19.6  |
| 2008./09. | Golden State | 54         | 54        | 38.6 | .406 | .338 | .889      | 3.3   | 4.4    | .9        | .2    | 19.7  |
| Ukupno    |              | 597        | 393       | 32.6 | .404 | .347 | .843      | 2.7   | 4.2    | 1.0       | .2    | 15.2  |

## Vanjske poveznice
- Službena stranica
- Profil na NBA.com
- Profil  Arhivirana inačica izvorne stranice od 25. travnja 2014. (Wayback Machine) na Basketbal-Reference.com